# 二方郡
- 令制国一覧 > 山陰道 > 但馬国 > 二方郡
- 日本 > 近畿地方 > 兵庫県 > 二方郡

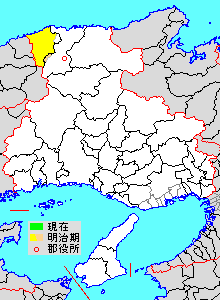
兵庫県二方郡の位置（薄黄：後に他郡に編入された区域）

二方郡（ふたかたぐん）は兵庫県（但馬国）にあった郡。

## 郡域
1879年（明治12年）に行政区画として発足した当時の郡域は、下記の区域にあたる。
- 美方郡新温泉町の大部分（久斗山を除く）
- 美方郡香美町の一部（村岡区柤岡）

## 歴史

### 古代

#### 式内社
『延喜式』神名帳に記される郡内の式内社。
| 神名帳             | 神名帳            | 神名帳 | 神名帳             | 比定社                   | 比定社                           | 比定社 | 集成 |
| 社名               | 読み              | 格     | 付記               | 社名                     | 所在地                           | 備考   | 集成 |
| ------------------ | ----------------- | ------ | ------------------ | ------------------------ | -------------------------------- | ------ | ---- |
| 二方郡 5座（並小） |                   |        |                    |                          |                                  |        |      |
| 二方神社           | フタカタノ        | 小     |                    | （廃絶）                 | 古社地：兵庫県美方郡新温泉町指杭 |        |      |
| 二方神社           | フタカタノ        | 小     | 合祀：指杭兵主神社 | 兵庫県美方郡新温泉町指杭 |                                  |        |      |
| 大家神社           | オホイヘノ オイヘ | 小     |                    | 大家神社                 | 兵庫県美方郡新温泉町二日市       |        |      |
| 大歳神社           | オホトシ          | 小     |                    | 大歳神社                 | 兵庫県美方郡新温泉町居組         |        |      |
| 面沼神社           | メヌノ            | 小     |                    | 面沼神社                 | 兵庫県美方郡新温泉町竹田         |        |      |
| 須加神社           | スカノ            | 小     |                    | 須賀神社                 | 兵庫県美方郡新温泉町宮脇         |        |      |
| 凡例を表示         |                   |        |                    |                          |                                  |        |      |

### 近世以降の沿革
- 「旧高旧領取調帳データベース」に記載されている明治初年時点での支配は以下の通り[1]。幕府領は久美浜代官所が管轄。（54村）

| 知行   | 知行       | 村数 | 村名 |
| ------ | ---------- | ---- | --- |
| 幕府領 | 幕府領     | 25村 | 久谷村、赤崎村、浜坂村、釜屋村、居組村、戸田村、七釜村、千原村、越坂村、内山村、前村、石橋村、岸田村、和田村、清富村、福富村、二日市村、芦屋村、諸寄村、三谷村、栃谷村、鐘尾村、千谷村、海上村、湯村                                   |
| 藩領   | 但馬豊岡藩 | 29村 | 高末村、対田村、田井村、新市村、熊谷村、伊角村、宮脇村、丹土村、多子村、切畑村、春来村、境村、用土村、金屋村、辺地村、正法庵村、指杭村、古市村、檜尾村、井土村、細田村、竹田村、塩山村、飯野村、中辻村、桐岡村、柤岡村、歌長村、今岡村 |

- 慶応4年

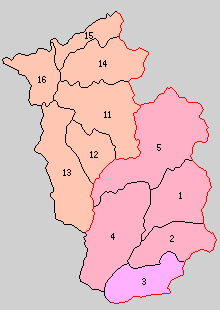
11.温泉村 12.照来村 13.八田村 14.大庭村 15.東浜村 16.西浜村（橙：美方郡新温泉町 1 - 5は七美郡）

  - 4月19日（1868年5月11日） - 久美浜代官所の管轄地域が府中裁判所の管轄となる。
  - 閏4月28日（1868年6月18日） - 府中裁判所の管轄地域が久美浜県の管轄となる。
- 明治4年
  - 7月14日（1871年8月29日） - 廃藩置県により、藩領が豊岡県の管轄となる。
  - 11月2日（1871年12月13日） - 第1次府県統合により、全域が豊岡県の管轄となる。
- 明治9年（1876年）8月21日 - 第2次府県統合により兵庫県の管轄となる。
- 明治12年（1879年）1月8日 - 郡区町村編制法の兵庫県での施行により、行政区画としての二方郡が発足。「七美二方郡役所」が七美郡村岡町に設置され、同郡とともに管轄。
- 明治22年（1889年） - 町村制の施行により、以下の各村が発足。全域が現・新温泉町。（6村）
  - 温泉村 ← 春来村、歌長村、湯村、細田村、竹田村、井土村、今岡村、金屋村、熊谷村、伊角村、檜尾村
  - 照来村 ← 飯野村、塩山村、中辻村、丹土村、桐岡村、多子村、切畑村
  - 八田村 ← 千原村、鐘尾村、千谷村、宮脇村、越坂村、海上村、前村、石橋村、内山村、岸田村
  - 大庭村 ← 用土村、古市村、新市村、七釜村、栃谷村、三谷村、戸田村、二日市村、福富村、対田村、久谷村、高末村、正法庵村、辺地村、藤尾村[4]、境村
  - 東浜村 ← 浜坂村、芦屋村、清富村、田井村、指杭村、赤崎村、和田村、三尾村[5]
  - 西浜村 ← 諸寄村、釜屋村、居組村
  - 柤岡村が七美郡射添村の一部となる。
- 明治24年（1891年）12月11日 - 東浜村が町制施行・改称して浜坂町となる。（1町5村）
- 明治29年（1896年）4月1日 - 郡制の施行のため、「七美二方郡役所」の管轄区域をもって美方郡が発足。同日二方郡廃止。

## 行政
七美・二方郡長
| 代 | 氏名 | 就任年月日               | 退任年月日                | 備考                           |
| -- | ---- | ------------------------ | ------------------------- | ------------------------------ |
| 1  |      | 明治12年（1879年）1月8日 |                           |                                |
|    |      |                          | 明治29年（1896年）3月31日 | 七美郡との合併により二方郡廃止 |